# Hoa hậu Thế giới 1991

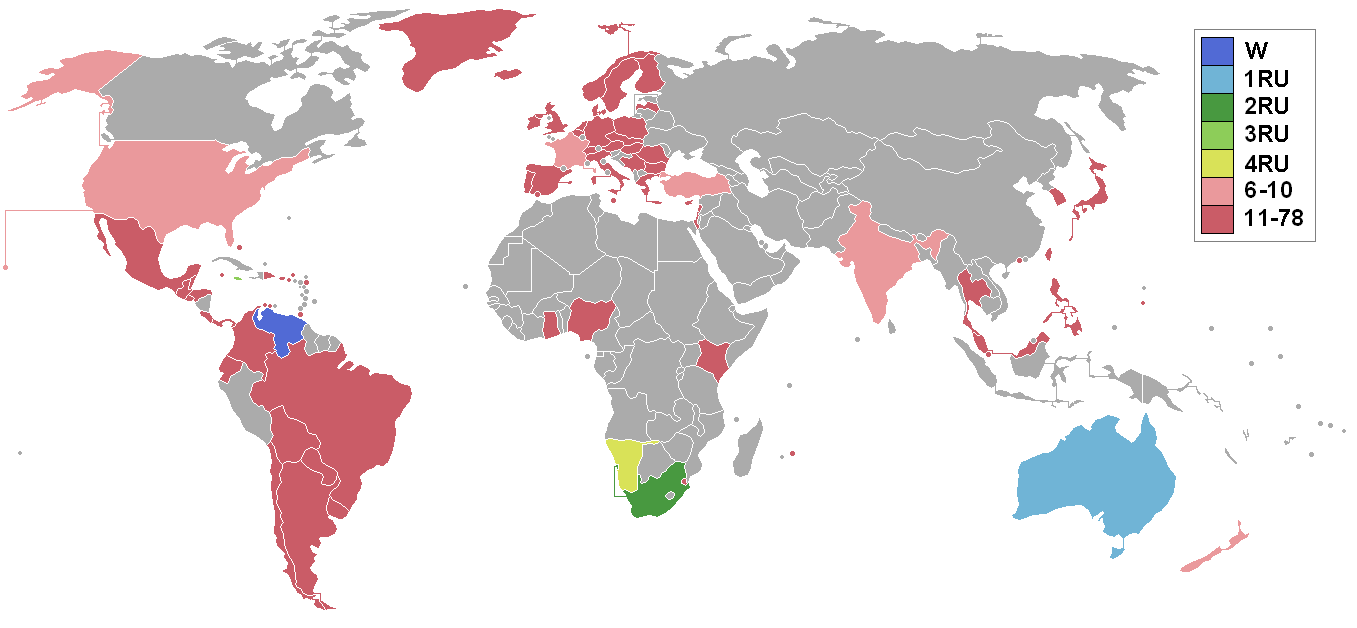
Các quốc gia và vùng lãnh thổ tham dự cuộc thi và kết quả

Hoa hậu Thế giới 1991, là cuộc thi Hoa hậu Thế giới lần thứ 41 được tổ chức ngày 28 tháng 12 năm 1991 tại Trung tâm thể thao thế giới, thành phố Atlanta, bang Georgia, Hoa Kỳ. Người chiến thắng là Ninibeth Leal đại diện cho Venezuela.

## Kết quả

### Thứ hạng
| Kết quả               | Thí sinh |
| --------------------- | --- |
| Hoa hậu Thế giới 1991 | - Venezuela – Ninibeth Leal |
| Á hậu 1               | - Úc – Leanne Buckle |
| Á hậu 2               | - Nam Phi – Diana Tilden-Davis |
| Top 5                 | - Jamaica – Sandra Foster - Namibia – Michelle McLean                                                                                        |
| Top 10                | - Pháp – Mareva Georges - Ấn Độ – Ritu Singh - New Zealand – Lisa de Montalk - Thổ Nhĩ Kỳ – Aslıhan Koruyan Sabancı - Hoa Kỳ – Charlotte Ray |

### Các nữ hoàng sắc đẹp khu vực
| Khu vực                 | Thí sinh                       |
| ----------------------- | ------------------------------ |
| Châu Phi                | - Nam Phi – Diana Tilden-Davis |
| Châu Mỹ                 | - Venezuela – Ninibeth Leal    |
| Châu Á & Châu Đại dương | - Úc – Leanne Buckle           |
| Vùng Caribê             | - Jamaica – Sandra Foster      |
| Châu Âu                 | - Pháp – Mareva Georges        |

## Các thí sinh
| Quốc gia              | Thí sinh                            | Quê nhà                  |
| Quần đảo Virgin (Mỹ)  | Cheryl Leiba Milligan               | Saint Croix              |
| Antigua               | Joanne Bird                         | St. John's               |
| Argentina             | Marcela Noemi Chazarreta            | Buenos Aires             |
| Aruba                 | Sandra Croes                        | Santa Cruz               |
| Úc                    | Leanne Buckle                       | Brisbane                 |
| Áo                    | Andrea Isabelle Pfeiffer            | Graz                     |
| Bahamas               | Tarnia Paula Newton Stuart          | New Providence           |
| Bỉ                    | Anke van Dermeersch                 | Antwerp                  |
| Belize                | Josephine (Josie) Gault             | Thành phố Belize         |
| Bolivia               | Monica Gamarra Giese                | Cochabamba               |
| Brazil                | Catia Silene Kupssinski             | São Paulo                |
| Quần đảo Virgin (Anh) | Marjorie Penn                       | Tortola                  |
| Bulgaria              | Liubomira Slavcheva                 | Sofia                    |
| Quần đảo Cayman       | Yvette Peggy Jordison               | Grand Cayman             |
| Chile                 | Carolina Beatriz Michelson Martinez | Santiago                 |
| Trung Hoa Đài Bắc     | Rebecca Lâm Lan Chỉ                 | Đài Bắc                  |
| Colombia              | Adriana Rodriguez Anzola            | Bogotá                   |
| Costa Rica            | Eugenie Jimenez Pacheco             | San Francisco de Heredia |
| Curaçao               | Nashaira Desbarida                  | Willemstad               |
| Síp                   | Anna Margaret Stephanou             | Nicosia                  |
| Tiệp Khắc             | Andrea Tatarkova                    | Košice                   |
| Đan Mạch              | Sharon Givskav                      | Copenhagen               |
| Cộng hòa Dominica     | Rosanna Rodriguez de la Vega        | Concepción de La Vega    |
| Ecuador               | Sueanny Denise Bejarano Lopez       | Guayaquil                |
| El Salvador           | Lucia Beatriz Lopez Rodriguez       | San Salvador             |
| Phần Lan              | Nina Autio                          | Tampere                  |
| Pháp                  | Mareva Georges                      | Tahiti                   |
| Đức                   | Susanne Petry                       | Saarbrücken              |
| Ghana                 | Jamilla Haruna Danzuru              | Accra                    |
| Gibraltar             | Ornella Costa                       | Gibraltar                |
| Hy Lạp                | Miriam Panagos                      | Athens                   |
| Greenland             | Bibiane Holm                        | Godthab                  |
| Guam                  | Yvonne Marie Limtiaco Speight       | Asan                     |
| Guatemala             | Marlyn Lorena Magaña Ramirez        | Thành phố Guatemala      |
| Hà Lan                | Linda Egging                        | Spanbroek                |
| Honduras              | Arlene Rocio Rauscher Duarte        | Tegucigalpa              |
| Hungary               | Orsolya Anna Michina                | Budapest                 |
| Iceland               | Svava Haraldsdóttir                 | Reykjavik                |
| Ấn Độ                 | Ritu Singh                          | New Delhi                |
| Ireland               | Amanda Brunker                      | Dublin                   |
| Israel                | Li'at Ditkovsky                     | Herzliya                 |
| Ý                     | Sabina Pellati                      | Reggio Emilia            |
| Jamaica               | Sandra Foster                       | Kingston                 |
| Nhật Bản              | Junko Tsuda                         | Tokyo                    |
| Kenya                 | N'kirote Karimi M'mbijjiwe          | Nairobi                  |
| Hàn Quốc              | Kim Tae-hwa                         | Busan                    |
| Latvia                | Inese Slesere                       | Riga                     |
| Liban                 | Diana Begdache                      | Beirut                   |
| Ma Cao                | Cristina Guilherme Lam              | Ma Cao                   |
| Malaysia              | Samantha Schubert                   | Kuala Lumpur             |
| Malta                 | Romina Genuis                       | Gzira                    |
| Mauritius             | Marie Geraldine Deville             | Central Flacq            |
| México                | Maria Cristina Urrutia de la Vega   | Thành phố México         |
| Namibia               | Michelle McLean                     | Windhoek                 |
| New Zealand           | Lisa Maree de Montalk               | Taupo                    |
| Nigeria               | Adenike Oshinowo                    | Lagos                    |
| Na Uy                 | Anne-Britt Røvik                    | Kolbotn                  |
| Panama                | Malena Estela Betancourt Guillen    | Thành phố Panama         |
| Paraguay              | Vivian Rosanna Benitez Brizuela     | Asuncion                 |
| Philippines           | Gemith Gonzalo Gemparo              | Manila                   |
| Ba Lan                | Karina Wojciechowska                | Katowice                 |
| Bồ Đào Nha            | Maria do Carmo Ramalho              | Lisboa                   |
| Puerto Rico           | Johanna Berenice Irizarry           | Lajas                    |
| România               | Gabriela Dragomirescu               | Bucharest                |
| Singapore             | Jasheen Jayakody                    | Singapore                |
| Nam Phi               | Diana Tilden-Davis                  | Johannesburg             |
| Tây Ban Nha           | Candelaria (Catia) Moreno Navarro   | Tenerife                 |
| Thụy Điển             | Catrin Olsson                       | Kungsbacka               |
| Thụy Sĩ               | Sandra Aegerter                     | Aigle                    |
| Thái Lan              | Rewaedee Malaisee                   | Băng Cốc                 |
| Trinidad & Tobago     | Sastee Bachan                       | Port of Spain            |
| Thổ Nhĩ Kỳ            | Dilek Aslihan Koruyan               | Istanbul                 |
| Vương quốc Anh        | Joanne Elizabeth Lewis              | Nottingham               |
| Hoa Kỳ                | Charlotte Ray                       | Camden                   |
| Uruguay               | Andrea Regina Gorrochategui Granja  | Montevideo               |
| Venezuela             | Ninibeth Beatriz Leal Jimenez       | Maracaibo                |
| Nam Tư                | Slavica Tripunović                  | Vukovar                  |

## Ban giám khảo
- Mike Favre: Giám đốc Sức mạnh và Điều hòa Thể thao Olympic[1]
- Brenda McLain
- Philip Maurice Hayes: diễn viên lồng tiếng nổi tiếng người Anh
- Marie DeGeorge
- Eric Douglas Morley: người sáng lập cuộc thi Hoa hậu Thế giới
- Jarvis Joseph Astaire: nhà điều hành thể thao, nhà quảng bá quyền anh và nhà sản xuất phim người Anh
- Paul Block
- Jane Ambrose
- Edgar Botero

### Điểm phúc khảo của các thí sinh
| Quốc gia              | Điểm | Quốc gia          | Điểm |
| Quần đảo Virgin (Mỹ)  | 34   | Ireland           | 34   |
| Antigua               | 33   | Israel            | 32   |
| Argentina             | 34   | Ý                 | 39   |
| Aruba                 | 32   | Jamaica           | 49   |
| Úc                    | 48   | Nhật Bản          | 33   |
| Áo                    | 32   | Kenya             | 34   |
| Bahamas               | 32   | Hàn Quốc          | 32   |
| Bỉ                    | 41   | Latvia            | 33   |
| Belize                | 32   | Liban             | 32   |
| Bolivia               | 33   | Ma Cao            | 32   |
| Brazil                | 38   | Malaysia          | 38   |
| Quần đảo Virgin (Anh) | 33   | Malta             | 32   |
| Bulgaria              | 33   | Mauritius         | 32   |
| Quần đảo Cayman       | 34   | México            | 32   |
| Chile                 | 37   | Namibia           | 51   |
| Đài Loan              | 33   | New Zealand       | 41   |
| Colombia              | 40   | Nigeria           | 37   |
| Costa Rica            | 32   | Na Uy             | 33   |
| Curaçao               | 38   | Panama            | 35   |
| Síp                   | 34   | Paraguay          | 36   |
| Tiệp Khắc             | 32   | Philippines       | 38   |
| Đan Mạch              | 33   | Ba Lan            | 33   |
| Cộng hoà Dominican    | 33   | Bồ Đào Nha        | 34   |
| Ecuador               | 32   | Puerto Rico       | 34   |
| El Salvador           | 32   | Romania           | 32   |
| Phần Lan              | 35   | Singapore         | 35   |
| Pháp                  | 46   | Nam Phi           | 51   |
| Đức                   | 40   | Tây Ban Nha       | 38   |
| Ghana                 | 32   | Swaziland         | 32   |
| Gibraltar             | 37   | Thụy Điển         | 34   |
| Hy Lạp                | 38   | Thụy Sĩ           | 38   |
| Greenland             | 33   | Thái Lan          | 33   |
| Guam                  | 32   | Trinidad & Tobago | 35   |
| Guatemala             | 32   | Thổ Nhĩ Kỳ        | 47   |
| Hà Lan                | 39   | Vương quốc Anh    | 40   |
| Honduras              | 32   | Uruguay           | 35   |
| Hungary               | 32   | Hoa Kỳ            | 42   |
| Iceland               | 37   | Venezuela         | 58   |
| Ấn Độ                 | 44   | Nam Tư            | 33   |

## Thông tin thêm về cuộc thi

### Lần đầu tham dự
- Greenland

### Trở lại
Lần cuối tham dự vào năm 1977:
- Nam Phi – trở lại sau khi Tổ chức Hoa hậu Thế giới quyết định dỡ bỏ quy định về chế độ phân biệt chủng tộc kéo dài 14 năm, cho phép các thí sinh của mình tranh tài.

- Lần cuối tham dự vào năm 1986:
  -  Antigua
- Lần cuối tham dự vào năm 1988:
  -  Liban
  -  Swaziland
- Lần cuối tham dự vào năm 1989:
  -  Trung Hoa Đài Bắc
  -  Ecuador
  -  Malaysia

### Bỏ cuộc
- Canada
- Quần đảo Cook
- Bờ Biển Ngà - Muriel Edoukou[2] - Due lack of Sponsorship.
- Guyana - Tracy Ann D'Abreu - Do những tranh cãi về chiến thắng và quyền công dân của mình, cô đã bị tuyên bố không đủ tư cách để tranh tài tại Hoa hậu Thế giới 1991.[3][4]
- Hồng  Kông  - Đã gia hạn nhượng quyền thương mại của mình, tuy nhiên diễn ra ba tháng sau Hoa hậu Thế giới.
- Luxembourg - Không cử đại diện tham dự Hoa hậu Thế giới sau năm 1990 cho đến khi trở lại vào năm 2009.
- Papua New Guinea
- Peru – Do các vấn đề với nhượng quyền thương mại của họ và thiếu tài trợ
- Sri Lanka – Do xung đột lịch trình
- Liên Xô - Người chiến thắng Hoa hậu Liên Xô 1991, Ilmira Shamsutdinova đã được mời tham gia Hoa hậu Thế giới 1991, tuy nhiên cô đã từ chối lời mời vì quá tuổi tham gia cuộc thi.[5] No runners-up from Miss USSR 1991 pageant were sent for Miss World 1991.[6] Liên Xô không còn tồn tại chỉ hai ngày trước khi diễn ra cuộc thi Hoa hậu Thế giới.

### Thay thế
- Hungary – Antonia Balint - Cô bị tước vương miện Hoa hậu Hungary 1991 sau khi các tờ báo Hungary in những bức ảnh mà trước đó cô đã xuất hiện trên tạp chí đàn ông Lui và các ấn phẩm khác chống lại các quy tắc của Hoa hậu Thế giới.[7] Á hậu 1, Timea Raba không thể thay thế cô ấy vì lý do tương tự.[8]
- Đài Loan – Lu Shu-Fang[9]

## Liên kết
- Trang chủ của cuộc thi Hoa hậu Thế giới